# Karibischer Oregano
Der Karibische Oregano [oˈʁeːganoː] (Lippia micromera) ist eine Pflanzenart aus der Familie der Eisenkrautgewächse. Er wird als Gewürz verwendet.

## Beschreibung
Im Gegensatz zum echten Oregano, einer krautigen Pflanze, ist der Karibische Oregano ein Strauch der etwa bis 2 Meter hoch wird.
Die einfachen und fast sitzenden, mehr oder weniger behaarten, aromatischen Laubblätter sind bis 15 mm lang, elliptisch bis verkehrt-eiförmig, spitz bis stumpf und gegenständig bis wirtelig angeordnet. Der Blattrand kann schwach gesägt oder gezähnt bis ganz sein.
Es werden kleine, achselständige Blütenstände, Blütengruppen gebildet. Die kleine, zwittrige, duftende Blüte ist zygomorph mit doppelter Blütenhülle. Der kleine, vierteilige Kelch ist behaart. Die weißen Kronblätter sind in einer kurzen, schmalen Röhre mit oft gelbem Schlund verwachsen und die zweilippigen 5 Lappen bilden eine Blüte mit bis 12 Millimeter Durchmesser aus. Die 4 Staubblätter sind didynamisch. Der Fruchtknoten ist oberständig mit kurzem Griffel.
Es werden kleine und zweisamige Früchte im beständigen Kelch gebildet (Scheinfrucht).

## Kultur und Verwendung
Sein ausgeprägtes Aroma unterscheidet sich nur wenig von dem in Europa üblichen Oregano und begründet seine Beliebtheit als Gewürz. Verwendet werden in erster Linie die Blätter.  Ähnlich ist der Mexikanische Oregano und Plectranthus amboinicus (Syn.: Coleus amboinicus) sowie Poliomintha bustamanta und Poliomintha longiflora. Neben den getrockneten Blättern werden frische Zweige analog dem Bouquet garni zum Würzen von Suppen und Eintöpfen genutzt. In der lokalen Kultur wird die Vermehrung durch Stecklinge der Aussaat vorgezogen.
Die Blätter oder die Pflanze werden auch medizinisch als Tee genutzt.

## Vorkommen
Die Pflanzenart wächst in mehreren Ländern Mittelamerikas, Kolumbien, Venezuela und auf den Antillen. Sie stellt geringe Ansprüche an Boden und Klima.